# Maria Coma
Maria Coma, född 1986 i Barcelona, är en katalansk (spansk) kompositör, pianist och sångerska. Hon har givit ut fem soloalbum samt medverkat på olika musikaliska projekt.
2007 bildade hon musikgruppen U_Mä (endast ett album) tillsammans med singer-songwritern och musikproducenten Pau Vallvé. 2013 kom albumet Celesta, inspelat på en egenkonstruerad celesta. Därefter bytte hon verksamhet och flyttade till Berlin. 2024 återkom hon med det experimentella albumet Vocal Roots.

## Biografi
Maria Coma började spela piano vid sex års ålder. I tonåren avbröt hon påbörjade studier i klassiskt pianospel för att spela med olika musikgrupper. Hon studerade jazz och modern musik, eftersom musikskapande och improvisation intresserade henne mer. Parallellt med piano- och jazz-studierna, inledde hon sitt mångåriga experimenterande med den mänskliga rösten (se nedan).

### U_Mä och Amniòtic
I samband med jazzstudierna började Coma skriva egen musik som hon lät spela in och spela i konsertsammanhang – först inom U_Mä (egenskrivet som u_mä). Den här musikgruppen skapades 2007 av Coma tillsammans med singer-songwritern och musikproducenten Pau Vallvé. Gruppens självbetitlade debutalbum samma år, där duon kompletterades av Joan Vallvé och Carles Campon, innehöll musik som inspirerats av bland annat Radiohead, Björk och Joanna Newsom. Albumet återutgavs två år senare, med ett bonusspår och musikvideor. Samma år spelade bandet på musikfestivalerna Festinoval och Nuifest. 
Återutgivningen av albumet U_mä gjordes på Vallvés då nystartade egna skivbolag Amniòtic Records. 2009 lades U_Mä-projektet på is, medan både Coma och Vallvé lanserade soloalbum, utgivna på Amniòtic Records. Där kom under bolagets femåriga existens ut album även med grupperna och artisterna Inspira, Nico Roig och Ferran Palau. Många av grupperna och artisterna på bolaget samarbetade på olika produktioner; således verkade både Maria Coma och Nico Roig i Pau Vallvés turnéband, och Jordi Lanuza (Inspiras centralfigur) hörs på skivor med Maria Coma.

### Tidiga soloalbum
Maria Comas debutalbum på egen hand bar titeln Linòleum. Det 12 låtar långa albumet kännetecknades av Comas pianospel och röstexperiment, liksom av en ambient ton och Vallvés produktion. Året därpå utgavs Linòleum en concert, en 46-minuters konsertinspelning med 11 låtar.

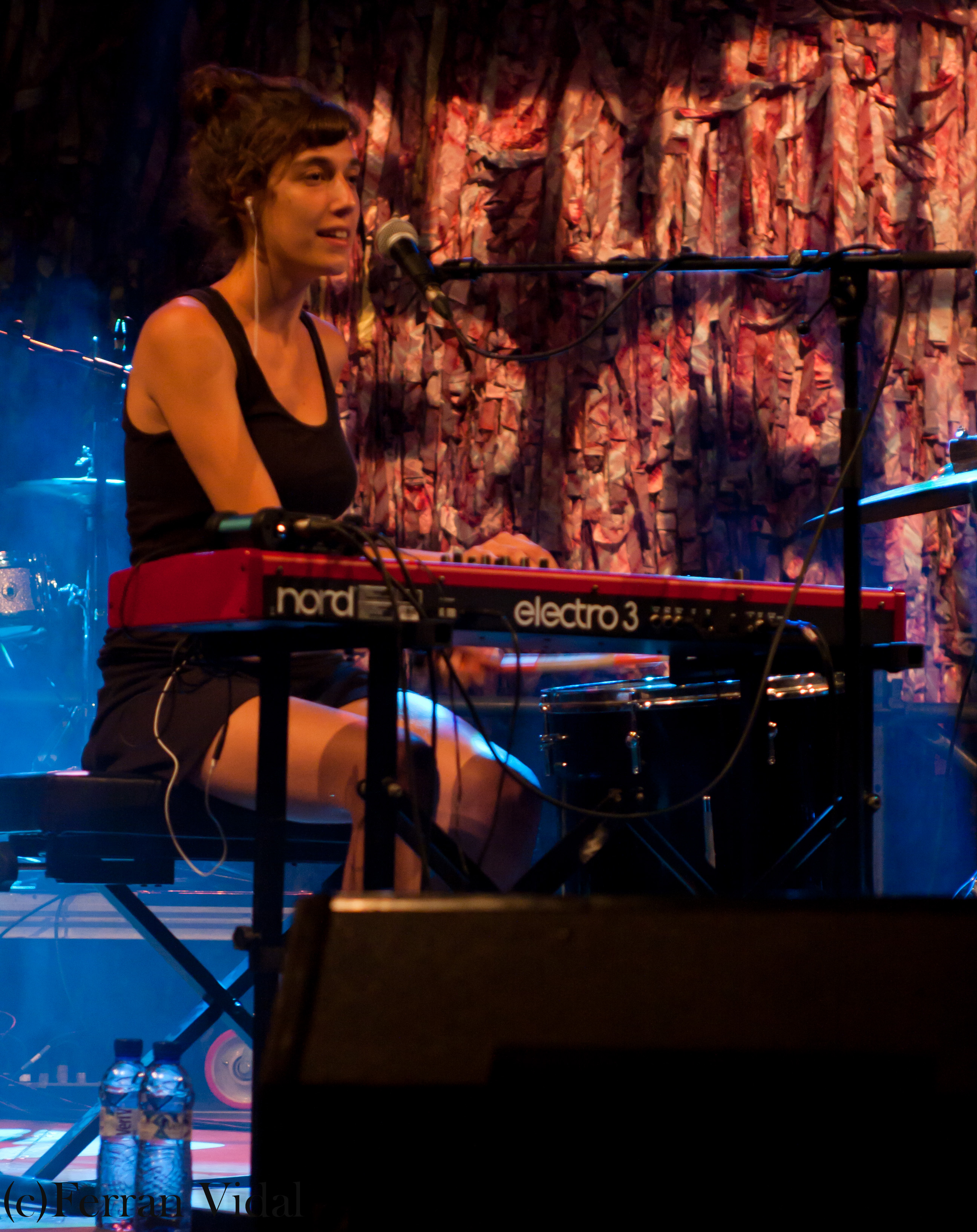
Maria Coma som del av Pau Vallvés turnéband 2011.

2011 kom Comas andra studioalbum, betitlat Magnòlia. 10 av de 11 låtarna var komponerade av Coma; undantaget var avslutningsspåret "Dins magnòlies" ('Bland magnoliorna'), skrivet av Anaïs Pascual och med körsång av Esteve Nadal, Ferran Palau, Inspira, Jordi Casadesús, Louise Sansom, Lyona, Nico Roig och Pau Vallvé.

### Celesta

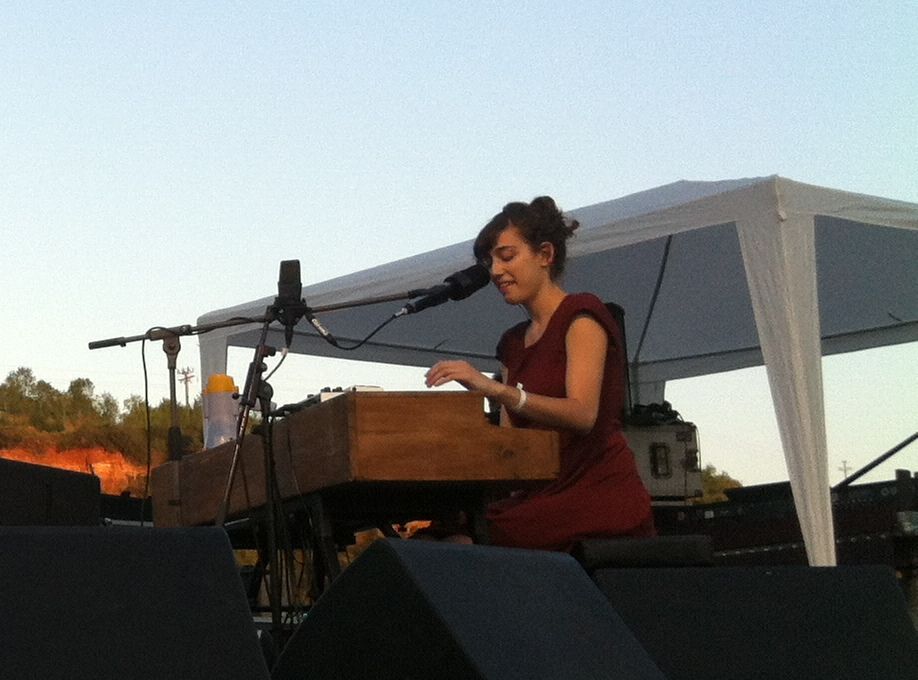
Maria Coma på Embassa't-festivalen i Sabadell 2012.

2012 belönades Coma med Puig-Porret-priset för ett speciellt musikaliskt projekt. Inom detta byggde hon en celesta (ett mellanting mellan piano och klockspel) av Baschet-typ, samt komponerade en konsert för instrumentet, en konsert som därefter spelades in. Kompositionen kom till i Berlin; Coma kände att hon behövde komma bort från Spanien för att bättre kunna koncentrera sig vid komponerandet (som gjordes på ett piano).
Under komponerandets gång växte idén till albumet fram, där de olika albumkompositionerna kretsade kring en person var. Ett annat tema på albumet var stjärnhimlen, med låttitlar som "Orió" (Orion), "L'últim cercle polar" ('Den sista polcirkeln') och "Abismes" ('Bråddjup'). Tre av låttitlarna påminde om den tyska kompositionsmiljön – "Berlin", "Schöne Stille" och "Uthmannstrasse" (en gata i stadsdelen Neukölln). Själva albumet spelades sedan in en natt på en gård i den katalanska orten Berguedà. Coma beskriver spelandet på instrumentet celesta som närmast terapeutiskt, genom den närvaro som det känsliga instrumentet kräver av musikern.
Projektet skapades delvis tack vare prissumman på 10 000 euro och offentliggjordes via presentationen av albumet Celesta, vid den 25:e upplagan av musikfestivalen Mercat de Música Viva de Vic (i Vic). Därefter genomfördes en musikturné utifrån albumet under 2013 och 2014.

### Resten av 2010-talet
Efter 2014 har Maria Coma inte givit ut någon nyproducerad musik. 2014 lades även hennes skivbolag, det alternativa Amniòtic Records, ner (i samband med att bolagsägaren Pau Vallvé beslöt att ägna sig mer åt sin egen musikkarriär).
Coma har dock fortsatt att ägna sig åt musik och bland annat verkat som musiklärare. Hon har deltagit i olika musik- och multikonstnärliga projekt i både Katalonien och i Berlin, där hon på senare år mestadels varit bosatt. Dessutom ger hon från och till konserter, och 2016 deltog hon även på flera chilenska musikfestivaler. 2016 flyttade hon permanent till Berlin, en miljö med ett bättre ekonomiskt stöd åt olika konstnärliga aktiviteter.
Maria Coma bidrog med sång på soundtracket till 2019 års katalanska långfilm Ardara.

### Vokal återkomst
2023 släppte Coma singeln "Crystalline", ett resultat av flera års experimenterande med den mänskliga rösten. Året därpå kom albumet Vocal Roots med totalt elva låtar i samma stil och där rösten fungerar som instrument. Utöver Comas egen röst och kropp är musiken på albumet kompletterat med vissa beatbox-bidrag av australiern Sinjo. Albumet är producerat i Berlin och med förekommande sång mestadels på engelska. Det är utgivet på Foehn Records, där även elektronikmusikgruppen Balago publicerar sin musik.
I en intervju för musiktidningen Enderrock berättar Coma att hennes vokala utforskande går långt tillbaka. Denna har även kombinerats med ett intresse för dansen och rörelsen som musikaliskt uttryck. Under åren i Berlin har hon arbetat med traditionell vokal- och körsång från Georgien, Ryssland och Bulgarien.

## Stil och influenser

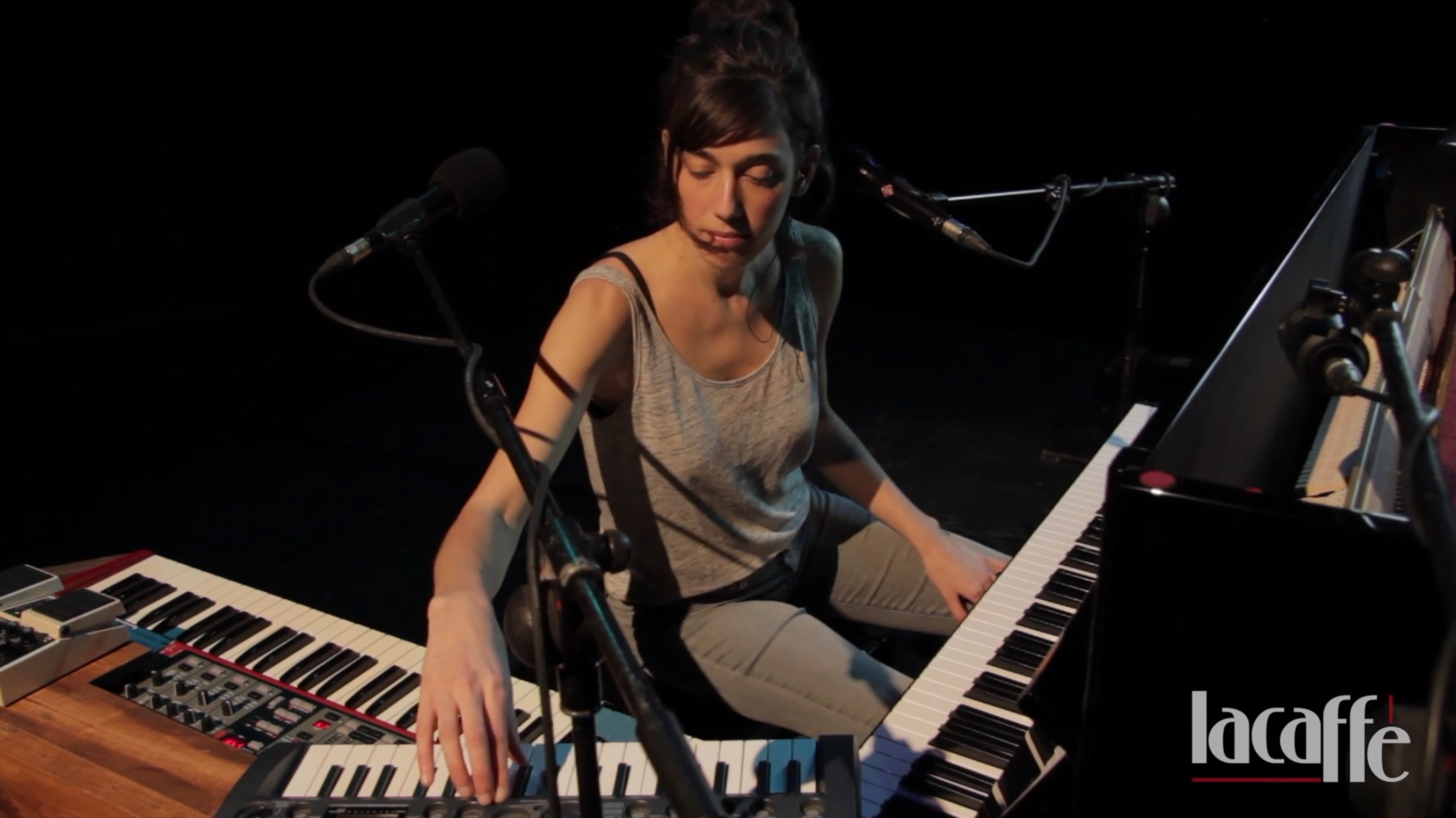
Maria Coma 2014, i samband med intervju med den spanska tidskriften Lacaffe.

Maria Comas musik utmärker sig för klaviaturspelet, användningen av loopar och hennes sångregister.
Hon har själv förklarat att hennes musikaliska influenser inkluderar PJ Harvey, Hanne Hukkelberg, Sufjan Stevens, Grizzly Bear, Frédéric Chopin, Chet Baker och Brad Mehldau. Andra har jämfört hennes klaviaturspel och harmonier med folk som Francis Poulenc, Maurice Ravel, Erik Satie och Claude Debussy.

## Diskografi

### U_Mä
- 2007 – U_mä (Error Lo-Fi)
  - 2009 – U_mä (Amnòtic Records; återutgivning med bonuslåt och musikvideor)

### Soloalbum
- 2009 – Linòleum (Amniòtic Records)
- 2010 – Linòleum en concert (Amniòtic Records; konsertinspelning)
- 2011 – Magnòlia (Amniòtic Records)
- 2013 – Celesta (Amniòtic Records)
- 2024 – Vocal Roots (Foehn Records)